# Brachyscelus globiceps
Brachyscelus globiceps is een vlokreeftensoort uit de familie van de Brachyscelidae. De wetenschappelijke naam van de soort is voor het eerst geldig gepubliceerd in 1879 door Claus.